# Melopyrrha
A Melopyrrha  a madarak osztályának verébalakúak (Passeriformes) rendjébe és a tangarafélék (Thraupidae) családjába tartozó nem.

## Rendszerezésük
A nemet Charles Lucien Jules Laurent Bonaparte francia ornitológus írta le 1853-ban, 2014-ig egy faj tartozott a nembe, az új kutatások hatására két fajt átsoroltak a Loxigilla nemből, de ezt még nem minden szervezet fogadta el.
- kubai pirókpinty (Melopyrrha nigra)
- vörösfejű pirókpinty (Melopyrrha portoricensis[1] vagy Loxigilla portoricensis)[2]
- ibolyakék pirókpinty (Melopyrrha violacea[1] vagy Loxigilla violacea)[2]

## Előfordulásuk
A Nagy-Antillák szigetein honosak. Természetes élőhelyeik a szubtrópusi és trópusi erdők és cserjések. Állandó, nem vonuló fajok.

## Megjelenésük
Testhosszuk 15-19 centiméter körüli.